# Hermann Hurni
Hermann Friedrich Hurni (Ferenbalm, 14 luglio 1889 – Genova, 30 luglio 1965) è stato un calciatore e imprenditore svizzero.

## Biografia
Nato in Svizzera a Biberen, frazione di Ferenbalm, fu tra i fondatori nel 1906, insieme ad altri imprenditori e commercianti svizzeri residenti nella città del Golfo dei Poeti, dello Spezia.
Soggiornò in Inghilterra dal 1908 al 1910, tranne un breve passaggio a Genova.
Tornato in Italia, da protestante si converte al cattolicesimo, nel gennaio 1912 si trasferisce a Savona dove si sposa con l'italiana Pasqualina Calabria nel 1914.
In alcune fonti è indicato con il cognome Hurny.

## Carriera
Inizia a giocare nel club da lui fondato, lo Spezia, dopo un'esperienza tra le file delle riserve del Crystal Palace Football Club, nel 1909 gioca il suo primo campionato con il Genoa. L'esordio in rossoblu è datato 7 febbraio 1909 nel derby contro l'Andrea Doria terminato col risultato di parità per tre a tre, raggiungendo le semifinali di campionato.
La stagione successiva è con il Dulwich Grove, club di dilettanti inglese, per poi tornare al Genoa con cui disputa la Prima Categoria 1910-1911, terminata al quinto posto.
Nella stagione 1911-1912 passa all'altra compagine genovese l'Andrea Doria dove rimane una stagione sola, terminata al settimo posto, per andare a giocare nel Savona in cadetteria.
Con i savonesi ottiene la promozione in massima serie, e nella prima annata dei biancoblu in Prima Categoria raggiunge l'ottavo posto del girone eliminatorio ligure-piemontese.
Nell'ultimo torneo prima del conflitto mondiale è tra le file del Varazze.
Durante la guerra torna al Savona con il quale disputa il trofeo federale e dove rimane sino al 1921, ottenendo il quinto posto nel campionato ligure 1919-1920 ed il terzo in quella seguente.
Chiuse la sua carriera al Merano.